# Buseno
Buseno (hasta 1943 oficialmente Busen) es una comuna suiza del cantón de los Grisones, situada en la región de Moesa. Limita al norte con las comunas de Arvigo y Braggio, al este con Santa Maria in Calanca y Castaneda, al sur con Grono y Roveredo, y al suroeste y oeste con San Vittore.
La comuna incluye también las localidades de Fontana, Giova y Molina-Buseno.